# ونو

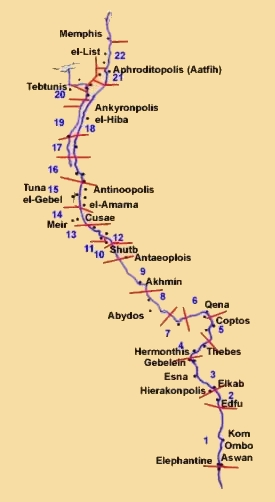

ونو أو هير أوهيرموبوليت كانت المقاطعة رقم 15 من مقاطعات مصر العليا القديمة. 
كانت مدينة خمون من أهم مدن المقاطعة (سميت لاحقًا هيرموبوليس ماجنا، والأشمونين الحديثة) في مصر الوسطى. كان الإله الرئيسي في المقاطعة هو تحوت.